# Unión Demócrata Independiente
Unión Demócrata Independiente (spanska för ”Oberoende demokratiska unionen”), förkortat UDI, är ett konservativt politiskt parti i Chile, grundat 1983 av Jaime Guzmán. 

## Historia
Partiet grundades genom en sammanslagning av flera grupperingar inom den konservativa och katolska studentrörelsen i Chile, som opponerade sig mot Salvador Allendes regering 1970–73. Från grundandet gav partiet sitt stöd till Augusto Pinochets regim, fram till det demokratiska systemets återinförande 1990. År 1987 bildade UDI och flera andra högerpartier Renovación Nacional (RN), för att stödja Pinochet inför folkomröstningen om dennes fortsatta styre som kom att hållas året därpå. Interna stridigheter ledde dock till att UDI-medlemmarna bröt sig loss från RN 1989, och åter bildade ett eget parti. 
Under 1990-talet anslöt sig partiet i ett stort antal olika valkoalitioner, samtidigt som man växte till att bli ett av de större högerpartierna i Chile. I presidentvalet 1999 var partiets ordförande Joaquín Lavín kandidat för en valallians mellan UDI och RN, men förlorade mot Ricardo Lagos. Lavín ställde även upp i presidentvalet 2005, där han slutade på en tredjeplats. Åren 2010–14 och 2018–22 ingick partiet i Sebastián Piñeras regeringskoalition.